# Collisione aerea di Juchnov del 1969
La collisione aerea di Juchnov avvenne quando un Ilyushin Il-14M, operante il volo Aeroflot 831, un volo passeggeri di linea nazionale dall'aeroporto di Mosca-Bykovo all'aeroporto Internazionale di Sinferopoli, Crimea, si scontrò in volo il 23 giugno 1969 con un Antonov An-12BP dell'Aeronautica militare sovietica sopra Juchnov, nell'Unione Sovietica, ora territorio russo. Tutti i 120 occupanti di entrambi i velivoli morirono nell'incidente.

## Gli aerei
Gli aerei coinvolti erano due:
- L'aeromobile operante il volo Aeroflot 831 era un Ilyushin Il-14M, registrato CCCP-52018 nella divisione ucraina di Aeroflot. Al momento dell'incidente, l'aereo aveva accumulato 24 653 ore di volo.[3] A bordo vi erano cinque membri dell'equipaggio e 19 passeggeri. L'equipaggio della cabina di pilotaggio comprendeva il comandante Georgij Pavlenko e il copilota Viktor Pavlovič Bujanov.[4]
- L'Antonov An-12 appartenente all'Aeronautica Sovietica coinvolto nell'incidente (nominativo 08525) faceva parte di una formazione di quattro velivoli che dimostrava alcune manovre di volo tattiche al ministro della difesa, Andrej Antonovič Grečko. Due degli aerei trasportavano attrezzature; gli altri due, incluso quello coinvolto nell'incidente, trasportavano paracadutisti della 7ª divisione di assalto aereo. Cinque membri dell'equipaggio e 91 paracadutisti erano a bordo, tutti morti nell'incidente. L'equipaggio della cabina di pilotaggio era composto dai seguenti piloti: il maggiore Aleksej Rjabcev, il tenente Vladimir Priplov e il comandante Nikolaj Michajlovič Masljuk.[5]

## L'incidente
Alle 13:25 ora locale, l'An-12 partì dalla base aerea di Kėdainiai; era l'ultimo di una formazione di quattro velivoli a decollare. I quattro aerei decollarono a intervalli di 8-10 minuti e mantenevano quote comprese tra 9 800 piedi (3 000 m) e 11 800 piedi (3 600 m).
Alle 14:07, l'Ilyushin Il-14 di Aeroflot decollò dall'aeroporto di Bykovo e salì all'altitudine di crociera assegnata.
Alle 14:40:55, l'equipaggio dell'Il-14 contattò il controllo del traffico aereo chiedendo il permesso di salire a 10 800 piedi (3 300 m) a causa di una forte turbolenza. A quell'altitudine si trovavano già gli An-12, quindi il controllore concesse l'autorizzazione per gli 8 900 piedi (2 700 m), ma i piloti del volo Aeroflot rifiutarono, poiché la turbolenza sarebbe stata peggiore a quell'altitudine.
Alle 14:50:17, l'An-12 passò sopra Juchnov e contattò un altro controllore, confermando di trovarsi a un'altitudine di 9 800 piedi (3 000 m).
Alle 14:52, i due aerei si scontrarono sopra Juchnov. Le prime parti a venire a contatto furono le estremità alari; quindi, il muso dell'Antonov si scontrò con lo stabilizzatore orizzontale destro dell'Il-14. L'An-12 perse l'ala destra e i motori a causa dell'impatto, facendo cadere l'aereo a terra. L'Il-14 perse parte dell'ala destra e la parte superiore della fusoliera. L'An-12 si schiantò in un campo vicino al villaggio di Vypolzovo, mentre l'iI-14 si schiantò vicino al villaggio di Troica. Gli aerei caddero a circa 4 chilometri l'uno dall'altro. Tutte le 120 persone a bordo di entrambi gli aerei persero la vita.

## Le indagini
L'inchiesta sull'incidente rivelò che i piloti dell'Ilyushin Il-14 di Aeroflot avevano disobbedito alle istruzioni del controllore del traffico aereo ed erano saliti ad un'altitudine di 9 800 piedi (3 000 m) per evitare le nuvole e le turbolenze, dove volava la formazione di Antonov An-12. La collisione si era verificata a un'altitudine di 9 600 piedi (2 900 m), mentre l'Il-14 avrebbe dovuto volare ad un'altitudine di 8 900 piedi (2 700 m). Anche i piloti dell'An-12 risultarono essere in errore, infatti volavano leggermente più in basso rispetto alla loro altitudine assegnata di 9 800 piedi (3 000 m).

## Il memoriale
Vasilij Margelov, comandante delle forze aviotrasportate e generale dell'esercito, decise che sarebbe stato costruito un memoriale in ricordo dei soldati caduti. Furono raccolti 250.000 rubli per la costruzione di un monumento. Un anno dopo il disastro, il monumento fu costruito nel luogo in cui l'An-12 si schiantò. Progettato da Evgenij Vučetič, raffigura una madre in ginocchio e un paracadutista e contiene la scritta in russo Вечная память героям-десантникам и лётчикам?, Večnaj pamjat’ gerojam-desantnikam i lëtčikam, "Memoria eterna agli eroi-paracadutisti e piloti". Accanto si trova una piattaforma con 96 lastre di marmo, ognuna con il nome di un soldato ucciso nell'incidente.
Nel sito dello schianto dell'Ilyushin Il-14 c'è un monumento a piloti e passeggeri del volo Aeroflot.